# قائمة مساجد مكة
مساجد مكة تشمل هذه القائمة جميع المساجد الموجودة في مكة.

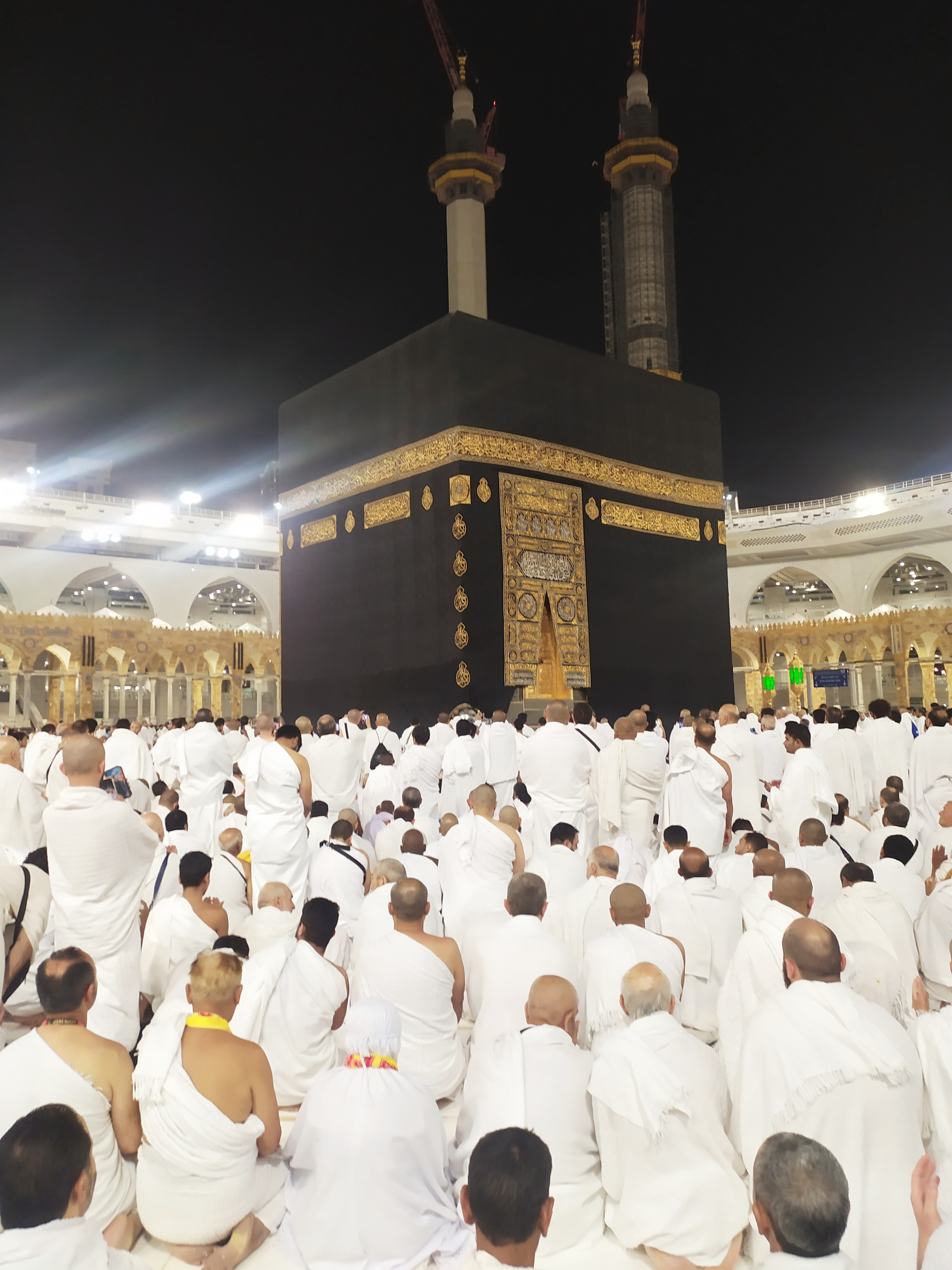
المسجد الحرام ، الكعبة المشرفة

- المسجد الحرام ، الكعبة المشرفة المسجد الحرام
- مسجد التنعيم مسجد التنعيم
- مسجد نمرة
- مسجد البيعة
- مسجد الراية
- مسجد الخيف
- مسجد المشعر الحرام
- مسجد الشجرة
- مسجد انشقاق القمر
- مسجد الكبش
- مسجد الحديبية

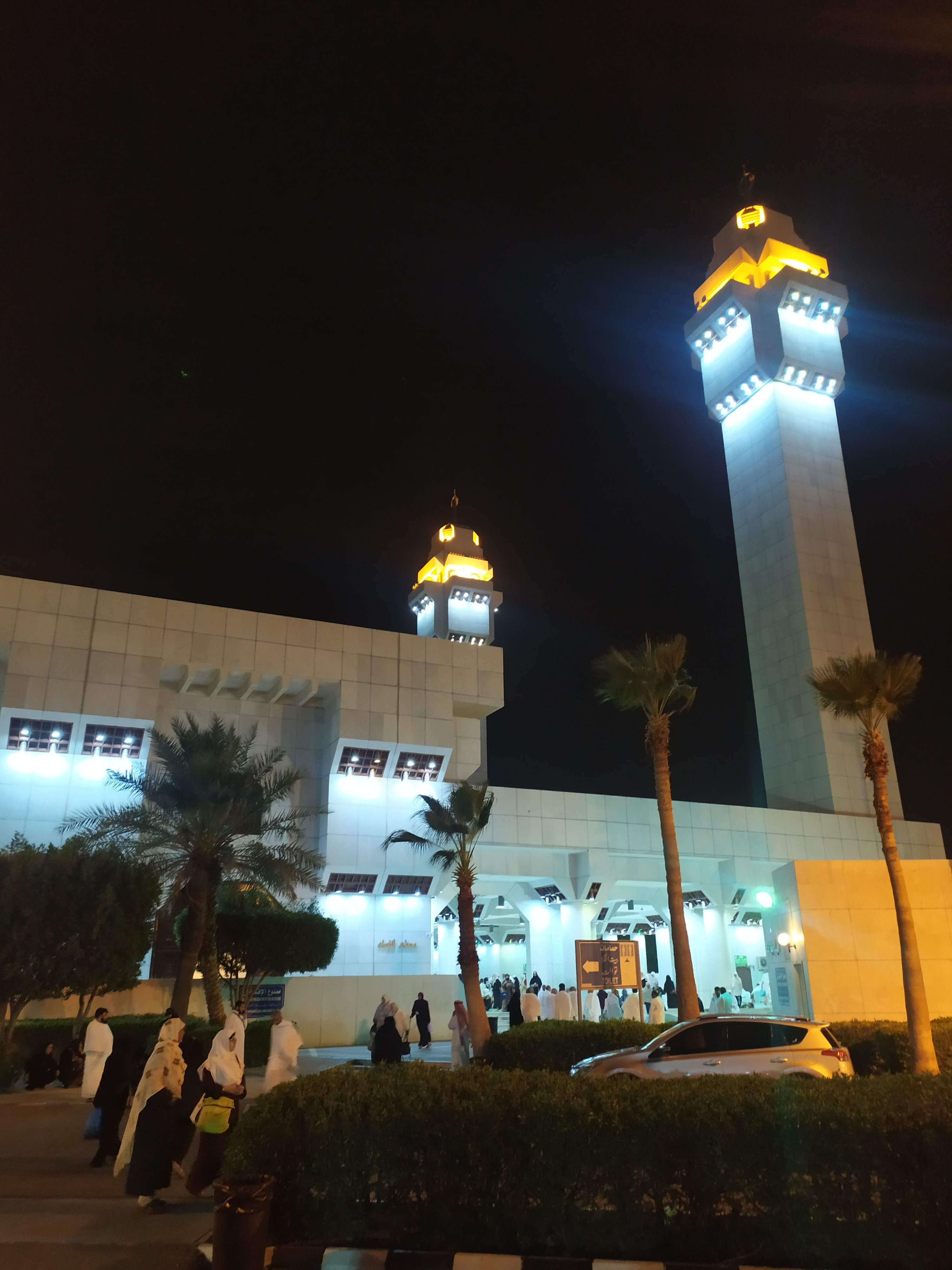
مسجد التنعيم

- مسجد الجعرانة: يقع شمال شرق مكة المكرمة ويئمه آلآف الزوار من حجاج بيت الله الحرام وهومقر توزيع الغنائم في معركة حنين.
- مسجد الملك عبد الله: يبنى على طريق الملك عبد العزيز المؤدي إلى المسجد الحرام، ويتسع لعشرة آلاف مصلي.